# بايرون ساكستون
بايرون ساكستون (من مواليد 20 أغسطس 1981) هو معلق أمريكي في المصارعة المحترفة، ومذيع، ومصارع محترف سابق. وهو موقّع حاليًا مع دبليو دبليو إي حيث يعمل كمحاور خلف الكواليس في دبليو دبليو إي راو ومعلق في دبليو دبليو إي نكست ليفل أب [الإنجليزية] تحت الاسم المستعار بايرون ساكستون.
وقع كيلي مع دبليو دبليو إي في عام 2007 كمصارع وشارك بصفته "مبتدئًا" في الموسمين الرابع والخامس من دبليو دبليو إي نكست ليفل أب [الإنجليزية]. بعد إقصائه في الموسم الأخير من دبليو دبليو إي نكست ليفل أب [الإنجليزية]، انتقل للعمل كمعلق مسرحي ومعلق على دبليو دبليو إي نكست ليفل أب [الإنجليزية] قبل أن يعمل في النهاية على برامج دبليو دبليو إي الأخرى بما في ذلك العروض الرئيسية للشركة مثل دبليو دبليو إي سماكداون، وهو أيضًا بطل دبليو دبليو إي 24/7 السابق لمرة واحدة.

## روابط خارجية
- بايرون ساكستون على موقع IMDb (الإنجليزية)
- بايرون ساكستون على موقع دبليو دبليو إي (الإنجليزية)
- بايرون ساكستون على موقع CageMatch worker (الإنجليزية)
- بايرون ساكستون على موقع قاعدة بيانات المصارعة على الإنترنت (الإنجليزية)
- بايرون ساكستون على موقع عالم المصارعة على الإنترنت (الإنجليزية)
- بايرون ساكستون على موقع عالم المصارعة على الإنترنت (الإنجليزية)